# Костёл Святого Игнатия Лойолы (Вильнюс)
Костёл Святого Игнатия Лойолы и монастырь иезуитов в Вильнюсе (лит. Vilniaus Šv. Ignoto vienuolynas ir bažnyčia) — католический костёл, находящийся по адресу Вильнюс, улица Швянто Игното, 6. Построен орденом иезуитов в 1622—1647 годах.
Ансамбль, включающий здания костёла и двух бывших монастырских построек, в которых ныне располагаются Техническая библиотека Литвы и Министерство обороны Литвы, является охраняемым государством объектом культурного наследия; код в Реестре культурных ценностей Литовской Республики 1043; код самого храма — 27308 .

## История
Строительство монастыря иезуиты начали в 1602—1604 годах. Современный вид он получил при перестройке 1622—1633 годов. В 1622 году началось возведение храма. Три года спустя в костёле состоялась первая месса. Среди спонсоров костёла были шляхетские роды Пацов и Палубинских, а также гофмейстерша при дворе короля Сигизмунда III Вазы, Урсула Меерин, которая отписала костёлу 9000 злотых. Работы над внутренним убранством костёла длились до 1647 года. Именно тогда епископ Иероним Владислав Сангушко провёл освящение святыни.
Комплекс монастыря и костёла располагался на участке, ограниченном улицами св. Игнатия, Бенедиктинской и Иезуитской. Функциональная часть костёла по иезуитскому стилю походила на костёл св. Казимира. Костёл был построен в стиле зрелого барокко. Фасад со стороны улицы св. Игнатия имел две башни. Внутри было устроено несколько барочных алтарей. Свод главного нефа был украшен фресками, предположительно авторства Данкерса де Рия.
С 1633 года предметом особого поклонения стала фигурка Лоретанской Богоматери, называвшаяся также Новицианской Богоматерью.
В 1655 году комплекс сильно пострадал от огня российских войск во время штурма Вильно. Остатки сгорели во время пожара, вспыхнувшего в 1656 году. Во время восстановления при костёле была организована мастерская монахов—ремесленников различных специальностей: каменщики, маляры, столяры, штукатуры. В течение нескольких следующих десятилетий мастерская оказывала помощь в ремонте других виленских сакральных объектов. При монастыре также были организованы госпиталь и пивоварня.
В 1681 году в монастыре построена трапезная.

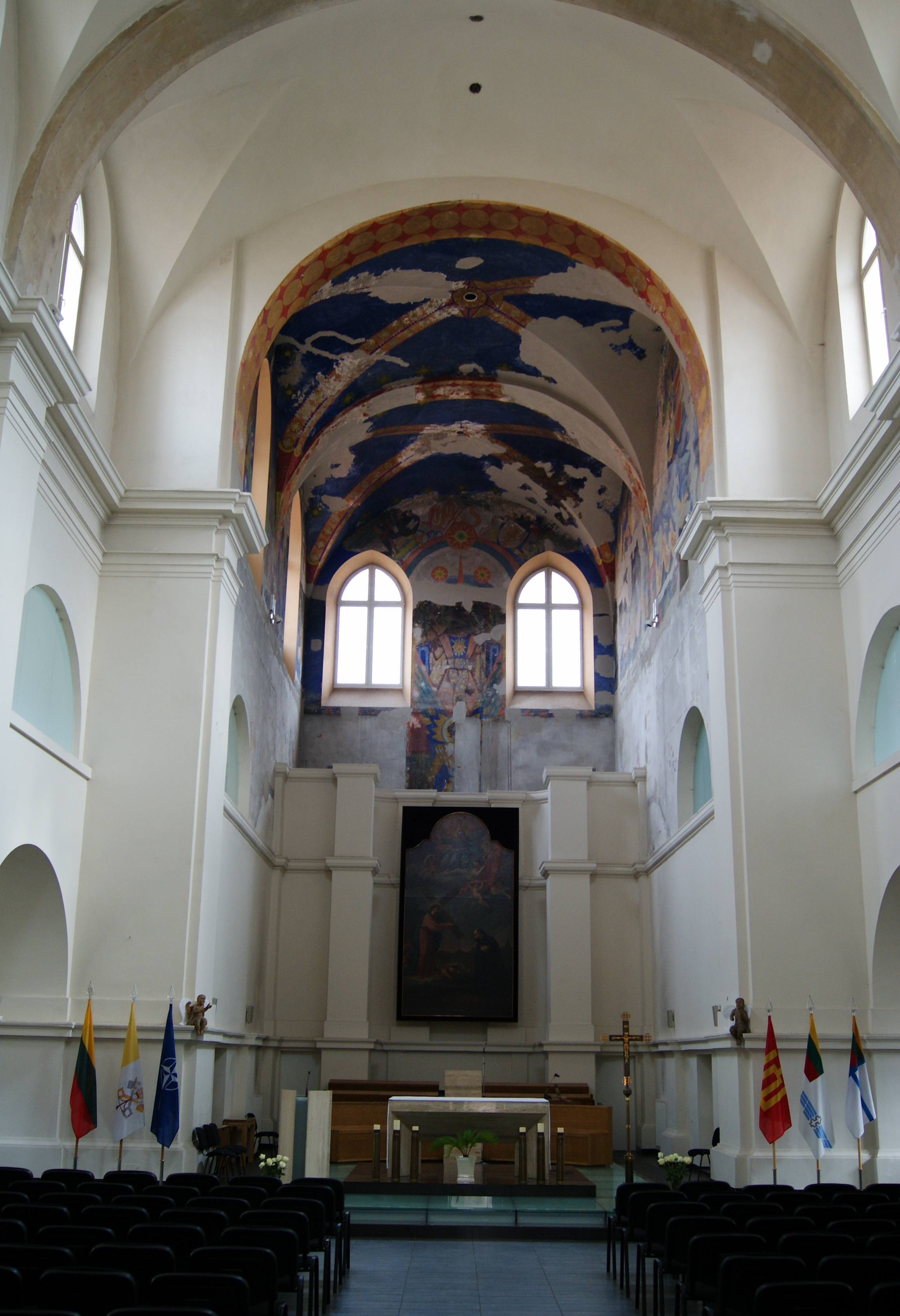
Интерьер костёла

В течение последующих десятилетий внутреннее убранство костёла пополнялось произведениями искусства, в том числе надгробным памятником киевского епископа Томаша Уейского, умершего иезуитом. В капитуле находились 18 портретов членов Ордена.
В 1737 году костёл и монастырь были снова уничтожены пожаром. В костёле обвалилось перекрытие пресвитерия. Вскоре костёл был отстроен, но в 1748 году снова сгорел. Его восстановлением руководил архитектор-иезуит, профессор Виленской академии, ксёндз Томаш Жебровский. В новом главном алтаре размещены работы Шимона Чеховича. Монастырь был связан со многими известными иезуитами: св. Анджеем Боболем, Мацеем Сарбевским и Мартин Почобут-Одляницким.
В 1773 году, к моменту роспуска Ордена, в монастырских помещениях жили 88 монахов. Конвенту также подчинялись миссии в Дукштах Пиарских и Пеликанах. В опустевшем монастыре была размещена духовная семинария (1744—1798). Фигурку Новицианской Богоматери иезуиты забрали в Полоцк, где находился последний монастырь ордена на землях, отошедших к Российской империи. В 1820 году иезуиты были изгнаны также и из Полоцка и переехали в Старую Весь под Бжозувом в Галиции, забрав с собой фигурку. В 1798 году российские власти разместили в монастыре казармы, а в 1869 году в костёле — офицерское казино, сильно повредившее внутреннее убранство.
После получения Польшей независимости иезуитский комплекс был передан Войску Польскому, так как у Ордена не хватало средств на содержание в Вильне двух костёлов и монастырей, основным из которых являлся костёл и монастырь св. Казимира. Костёл Св. Игнация стал гарнизонным, а в монастыре разместилось командование Виленского округа. Сам костёл был восстановлен в 1926—1929 годах по проекту Юлиуша Клоса. Первоначальный вид святыни вернуть не удалось. Стены были покрыты новыми фресками, установлены новые алтари.

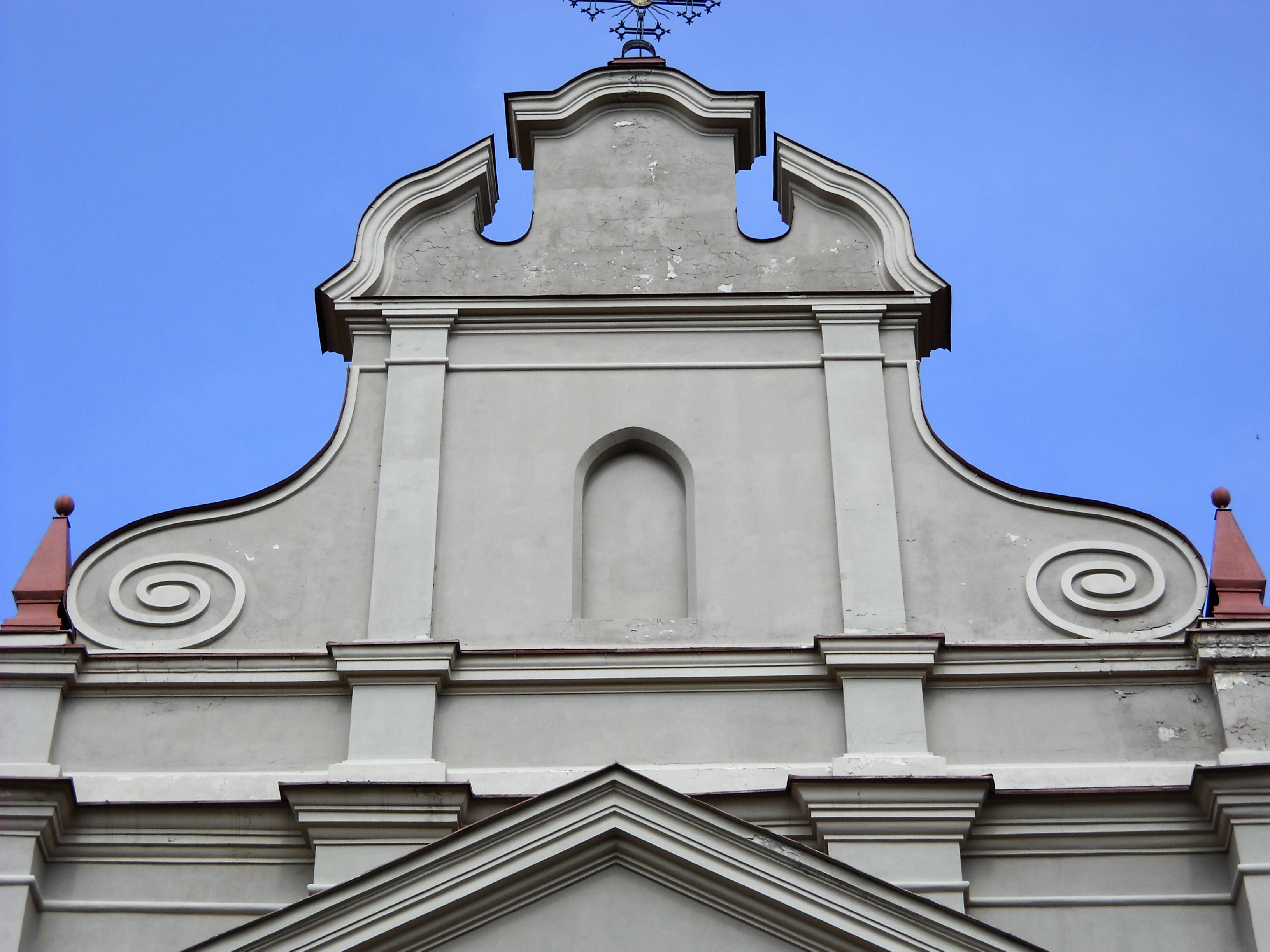
Деталь фронтона

В 1945 году костёл был закрыт властями. Убранство было разрушено, а фрески закрашены. Некоторое время в костёле размещался кинотеатр, а затем он стал репетиционной площадкой вильнюсской филармонии.
В 1985 году здания монастыря были отреставрированы под руководством Эвальдаса Пурлиса и в них разместилась техническая библиотека. В старой монастырской трапезной разместился читальный зал, в котором сохранились барочные своды и открытые во время ремонта фрески, к числу ценнейших из них относится фреска XVIII века, изображающая Богоматерь в окружении спонсоров монастыря, в том числе и короля Сигизмунда III.
Очередной ремонт проведён в 2002—2003 годах. Башни костёла украшены скульптурными обелисками.
С 23 октября 2004 года костёл Святого Игнатия является полевой кафедрой военного ординариата Литвы.